# Paraumbogrella pumilio
Genre
Espèce
Synonymes
- Gagrella pumilio Karsch, 1881
- Paraumbogrella huzitai Suzuki, 1963

Paraumbogrella pumilio, unique représentant du genre Paraumbogrella, est une espèce d'opilions eupnois de la famille des Sclerosomatidae.

## Distribution
Cette espèce est endémique du Japon.

## Description
Le mâle syntype mesure 3 mm et la femelle syntype 4 mm.

## Systématique et taxinomie
Cette espèce a été décrite sous le protonyme Gagrella pumilio par Karsch en 1881. Elle est placée dans le genre Melanopa par Roewer en 1910 puis dans le genre Paraumbogrella par Suzuki en 1985 qui dans le même temps place Paraumbogrella huzitai en synonymie.

## Publications originales
- Karsch, 1881 : « Diagnoses Arachnoidarum Japoniae. » Berliner entomologische Zeitschrift, vol. 25, no 1/2, p. 35–40 (texte intégral).
- Schenkel, 1963 : « A new genus of Gagrellinae (Opiliones) from Japan. » Annotationes Zoologicae Japonenses, vol. 36, p. 97–101.